# The Gathering (Demoparty)

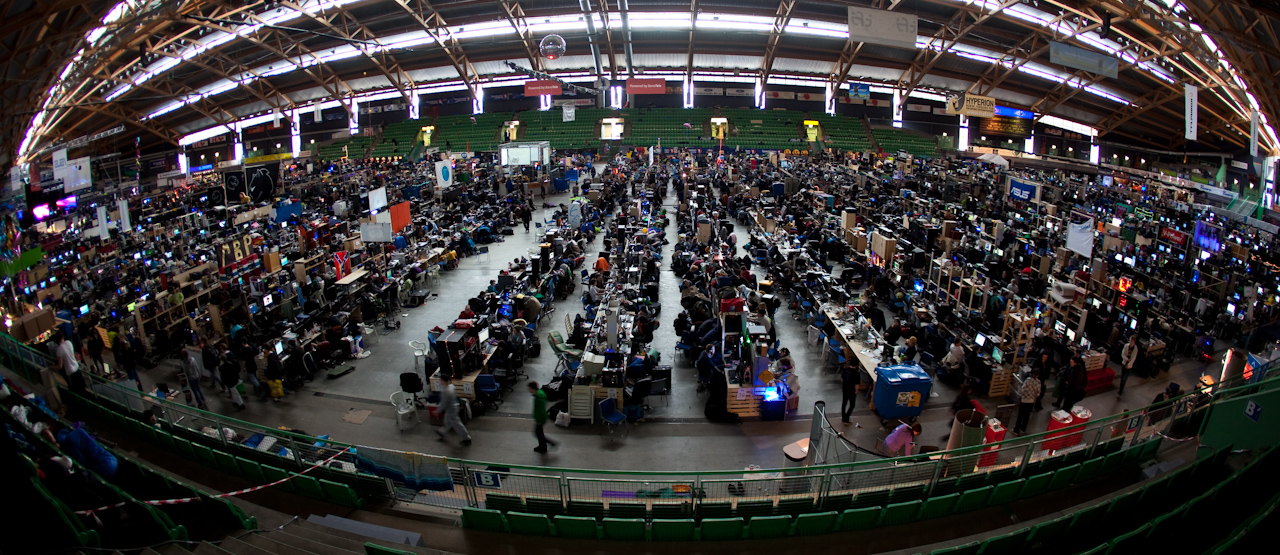
The Gathering 2009

The Gathering (kurz TG) ist eine Demo-Party, die jährlich in Hamar, Norwegen veranstaltet wird.
Sie ist neben der Assembly in Finnland und der mittlerweile nicht mehr existenten The Party in Dänemark die dritte große Demo- und Gameparty, die ihre Wurzeln in den frühen 1990er-Jahren hat. Da die Party zum gleichen Termin wie die Revision in Deutschland bzw. deren Vorgängerparties Breakpoint und Mekka & Symposium stattfindet und ein Großteil der Besucher Spieler sind, findet sie in der Demoszene eine weniger große Beachtung. Trotzdem achten die Organisatoren der The Gathering immer noch darauf, dass sie ihren Wurzeln in der Demoszene treu bleiben. Dies äußert sich zum Beispiel in höheren Preisgeldern für die Demoszenewettbewerbe (auch Compos genannt, engl. Kurzform für Competitions, Wettbewerbe) verglichen mit den Spielwettbewerben. Dennoch ist das Publikum der Party weniger international als dies bei anderen Großveranstaltungen in der Demoszene üblich ist.
The Gathering ist ebenfalls für ihre E-Sport-Turniere bekannt.
2011 und 2013 trat im Rahmen der Veranstaltung das norwegische Hardstyle-Duo Da Tweekaz auf.

## Veranstaltungsort

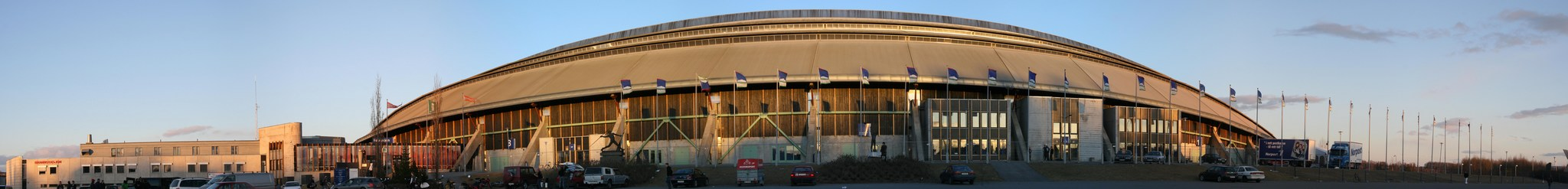
Das „Wikingerschiff“

Austragungsort der „The Gathering“ ist seit 1996 das für die olympischen Winterspiele 1994 in Lillehammer erbaute Vikingskipet (Wikingerschiff) in dem u. a. die Disziplinen Eiskunstlauf und Eisschnelllauf stattfanden.